# بيتر الثاني
القيصر بيتر أليكسيفيتش (23 أكتوبر 1715- 30 يناير 1730) إمبراطور روسيا الثالث، وهو حفيد القيصر بطرس الأكبر أو (بيتر الأول) بن القيصر أليكس الأول. والدته توفيت بعد ثلاثة أيام من ولادته ومات والده بعد 3 سنوات.
خلف جدته الأمبراطورة كاثرين الأولى على العرش الروسي سنة 1727 في عمر 12 سنة فشكل له مجلس وصاية كان فيها إيلزافيتا بيتروفنا وآنا بيتروفنا لكن القوة الفعلية كانت في يد الأمير مينشكوف معاون القيصر بيتر الأول.
توفي في سن 15 بسبب الجدري الذي أصابه عند زيارته لمواقع الجيش الروسي، وخلفته الإمبراطورة آنا إيفانوفنا بنت القيصر إيفان الخامس.